# راكيل مونتيرو
راكيل مونتيرو (بالإسبانية: Raquel Montero)‏ ممثلة مسرحية أرجنتينية  (من مواليد شهر أغسطس من العام 1947) عملت كوجه إعلاني، وانتقلت إلى بورتريكو لتشارك في أعمال مسرحية مع خوسيه ميغيل أغريلوت، وارتبطت بالمغني الإيطالي توني كرواتو. وكان أبرز مشاركتها الدرامية مسلسل غوادلوبي.

## اقرأ أيضا
- أندريا ديل بوكا
- اليساندرا لومباردو